# Saša Vuga
Saša Vuga, slovenski pisatelj, dramaturg, scenarist, urednik in akademik, * 8. februar 1930, Most na Soči, Slovenija, † 25. december 2016, Ljubljana

## Življenje
Leta 1949 je maturiral na gimnaziji v Šempetru pri Gorici, diplomiral pa je leta 1956 na Filozofski fakulteti v Ljubljani iz slovenistike in primerjalne književnosti. 
Delal je kot radijski voditelj, napovedovalec in od 1962 kot urednik in dramaturg v dramski redakciji TV Ljubljana do upokojitve 1989. 
Leta 1966 se je s štipendijo Prešernovega sklada izpopolnjeval v televizijski dramatiki v Parizu oz. s področja televizijskega medija (v Italiji, na Poljskem). Vrsto let je bil predsednik založniškega sveta založbe LIPA v Kopru, od leta 1993 do 2001 pa je bil član slovensko-italijanske kulturnozgodovinske komisije. Bil je član slovenskega centra PEN. 1998 je dobil Prešernovo nagrado, 2007 je bil izvoljen za izrednega in 2013 za rednega člana Slovenske akademije znanosti in umetnosti (SAZU). Januarja 2016 je bil slavnostni govorec na proslavi obletnice bitke v Dražgošah.

## Delo
Pisatelj je pred tem pisal novele in črtice o usodi malega človeka. Prvo njegovo delo je mladinska povest Škorenjček Matevžek, ki je izšla leta 1955 (ponatisa leta 1975 in 2000).  Napisal je več romanov in romanesknih triptihov, televizijskih in radijskih iger. Sodeloval je pri revijah Beseda, Naša sodobnost, Mladinska revija, ter pri revijah Perspektive, Problemi in drugod. Za televizijo je dramatiziral novele iz Boccacciovega Dekamerona (1969) in poglavje iz romana Doberdob Prežihovega Voranca. Po njegovih scenarijih sta bila leta 1980 posneta dva kratka filma, in sicer V sivi skali grad ter Sobota. Pisal je anekdotično stilizirano prozo in dramatiko (o rodni Tolminski) ter radijske in TV-igre. Zanj je značilna besedna izvirnost in metaforičnost, z uporabo številnih okrasnih pridevkov in primer, ki jih je uporabljal tako v govorjenem jeziku, kot tudi v svojih literarnih delih. 
Opravil je pionirsko delo pri uveljavljanju nove dramske zvrsti, slovenske TV igre. Zbirka njegovih TV iger (Balada o temi, Bernardek in Rekviem za heroji), izšla leta 1969 pod naslovom Rekviem za heroji, je prvi primer knjižne izdaje slovenske TV drame.

## Nagrade
- Za delo Gorjupa bajta, ki je bilo objavljeno v počastitev tridesetletnice osvoboditve, je leta 1975 prejel nagrado vstaje slovenskega naroda.
- Za roman Erazem Predjamski je leta 1979 dobil nagrado Prešernovega sklada.
- Leta 1998 je za roman Opomin k čuječnosti dobil Prešernovo nagrado.
- Leta 2001 je prejel Bevkovo nagrado Občine Nova Gorica.
- Aprila 2010 mu je predsednik Slovenije Danilo Türk podelil zlati red za zasluge.